# Lisbeth Engström
Lisbeth Engström, född 14 oktober 1949, är en svensk medeldistanslöpare som tävlat för klubbarna IF Skade och Gefle IF. 

## Personliga rekord
- 800 meter - 2.09,14 (Sollentuna 23 juli 1971)
- 1 500 meter - 4.25,91 (Stockholm 25 juli 1973)
- 3 000 meter - 9.29,6 (Sollentuna 23 augusti 1972)